# Ivan Stodola
Ivan Stodola (ur. 10 marca 1888 w Liptowskim Mikułaszu, zm. 26 marca 1977 w Pieszczanach) – słowacki dramatopisarz. Z wykształcenia był lekarzem.
Jego dorobek obejmuje komedie satyryczne krytykujące m.in. obyczajowość mieszczaństwa (Jožko Púčik a jeho kariéra 1931) i postawę moralną części społeczeństwa w okresie tzw. niepodległego państwa słowackiego (m.in. Mravci a svrčkovia 1943); dramaty psychologiczne (Bačova žena 1928), historyczne i patriotyczne (m.in. Svätopluk 1931).